# This Business of Art
This Business of Art je album hudebního dua Tegan and Sara, které bylo vydáno v roce 2000. Je to jejich první oficiálně vydané album u nahrávací společnosti Vapor Records, jejich debutové album "Under Feet Like Ours" bylo vydáno nezávisle na nahrávací firmě předešlý rok. Album "This Business of Art" bylo nahráno ve studiích Hawksleytown a mix byl proveden studiem Umbrella Sound v Torontu.
Skladba "My Number" je součástí soundtracku k filmu z roku 2001 Sweet November.

## Seznam skladeb
| Pořadí         | Název          | Délka |
| -------------- | -------------- | ----- |
| 1.             | The First      | 3:13  |
| 2.             | Proud          | 2:50  |
| 3.             | Frozen         | 2:44  |
| 4.             | Hype           | 3:29  |
| 5.             | My Number      | 4:11  |
| 6.             | All You Got    | 3:00  |
| 7.             | Freedom        | 2:42  |
| 8.             | Not with You   | 3:33  |
| 9.             | More for Me    | 3:00  |
| 10.            | Come On        | 3:06  |
| 11.            | Superstar      | 3:42  |
| Celková délka: | Celková délka: | 35:38 |

## Obsazení
- Tegan a Sara Quin – zpěv, texty, zvuk, kytara
- Hawksley Workman – Bubny, basová kytara, klavír, kytara, klávesy, harmonika, produkce
- Joao Carvello – Finální mixing, mastering, dodatečné nahrávání
- Greg O'Shea – Dodatečné nahrávání
- Greg Hall – Návrh a design alba, fotografie
- Ivan Otis – Fotografie